# Cateria
Cateriidae là một họ kinorhyncha trong lớp Cyclorhagida. Nó bao gồm một chi duy nhất, Cateria.

## Các loài
- Cateria gerlachi Higgins, 1968[2]
- Cateria styx Gerlach, 1956[1]